# Фернандес Ретамар, Роберто
Роберто Фернандес Ретамар (исп. Roberto Fernández Retamar; 9 июня 1930, Гавана — 20 июля 2019, Гавана) — кубинский поэт, публицист, эссеист, литературный критик, философ, педагог, профессор, общественный деятель, член Государственного совета Кубы, директор Дома Америк (1986—2019). Участник Кубинской революции. Доктор философии по литературе. Доктор филологических наук (1956). Секретарь Союза писателей и художников Кубы (Unión de Escritores y Artistas de Cuba, 1961—1964). Директор  организации «Дом Америк» (1986—2019). Лауреат Государственной премии Кубы по литературе (1989).
Доверенное лицо Фиделя Кастро и Эрнесто Че Гевара.

## Биография
Родился в Гаване в 1930 году. Учился в Гаванском университете. В 1954 году получил докторскую степень по философии по литератур. В 1955—1956 годах стажировался в университетах Парижа и Лондона.
С 1955 года — профессор Гаванского университета, заведующий испанской кафедрой (с 1995 года — почётный профессор). С 1957 по 1958 год — профессор Йельского университета, читал лекции и вёл курсы во многих научных и культурных учреждениях Америки, Европы и Японии. Был почётным профессором университета Сан-Маркос (Лима, Перу, 1986) и доктором Honoris Causa университетов Софии (Болгария, 1989), Буэнос-Айреса (Аргентина, 1993) и Universidad Central de Las Villas (Санта-Клара (Куба), 2011).
В 1947—1948 годах работал информационным директором журнала Alba (брал интервью у Эрнеста Хемингуэя), с 1951 года — журналист ежеквартального журнала искусства и литературы «Orígenes», с 1959 по 1960 год — директор Nueva Revista Cubana (Нового кубинского журнала), советник по культурным вопросам Кубы во Франции (1960). Секретарь Союза писателей и художников Кубы (Unión de Escritores y Artistas de Cuba, 1961—1964).
В ноябре 1963 года поэт побывал в СССР.
Основатель литературного журнала «Casa de las Americas». С 1965 года редактировал журнал «Unión» — печатный орган журнал «Дома Америк». В 1986—2019 годах — директор организации «Дом Америк» и главный редактор журнала «Unión».
С 1995 года был членом Кубинской академии языка (которой руководил с 2008 по 2012 год), членом-корреспондентом Королевской академии испанского языка.
Активный участник объединения учёных Нового Света «Латиноамериканской Группы субальтерных исследований» («Grupo Latinoamericano de Estudios Subalternos»), специализирующихся на анализе постколониальных теорий и которым принадлежит появления дисциплины Латиноамериканский постоксидентализм.

## Творчество
Представитель «поколения пятидесятников». Автор более десятка крупных сборников стихов. На протяжении всей своей жизни изучал творчество Хосе Марти.
Стихи и статьи Роберто Фернандеса публиковались в Советском Союзе — в «Литературной газете», в «Неделе», в журналах «Иностранная литература» и «Дружба народов».
В 1967 году в Москве в издательстве «Прогресс» вышел в свет сборник его стихотворений «Своими руками» (в переводе с испанского Л. Лебединской, Б. Окуджавы, П. Грушко).
В 1976 году в издательстве «Художественная литература» — сборник «Мы, пережившие друзей…».
В январе 2019 года Роберто Фернандес Ретамар удостоен Международной премии ЮНЕСКО. Премия была вручена в знак признания информационно-просветительской деятельности во имя справедливости, прав человека, этических ценностей, достоинства каждого мужчины и каждой женщины, а также борьбы с расизмом.

## Избранные произведения

### Поэзия
- Elegía como un himno, La Habana, 1950
- Patrias. 1949—1951, La Habana, 1952
- Alabanzas, conversaciones. 1951—1955, México, 1955
- Vuelta de la antigua esperanza, La Habana, 1959
- En su lugar, la poesía, La Habana, 1959
- Con las mismas manos. 1949—1962, La Habana, 1962
- Historia antigua, La Habana, 1964
- Poesía reunida. 1948—1965, La Habana, 1966
- Buena suerte viviendo, México, 1967
- Que veremos arder, La Habana, 1970. Publicado simultáneamente en Barcelona en Ed. El Bardo con el título de Algo semejante a los monstruos antediluvianos
- A quien pueda interesar (Poesía 1958—1970), México
- Cuaderno paralelo, La Habana, 1973
- Circunstancia de poesía, Buenos Aires, 1974
- Revolución nuestra, amor nuestro, La Habana, 1976
- Palabra de mi pueblo. Poesía 1949—1979, La Habana, 1980
- Circunstancia y Juana, México, 1980 (consta de Circunstancia de poesía y Juana y otros poemas personales)
- Juana y otros poemas personales, Managua, 1981
- Poeta en La Habana, Barcelona, 1982
- Hacia la nueva, La Habana, 1989
- Hemos construido una alegría olvidada. Poesías escogidas (1949—1988), Madrid, 1989
- Mi hija mayor va a Buenos Aires, La Habana, 1993
- Algo semejante a los monstruos antediluvianos. Poesías escogidas 1949—1988, La Habana, 1994
- Las cosas del corazón, La Habana, 1994
- Una salva de porvenir, Matanzas, Cuba, 1995
- Aquí, Caracas, 1995
- Esta especie de poema. Antología poética, Puerto Rico, 1999
- Versos, La Habana, 1999.
- Felices los normales. Poesías escogidas 1994—1999, México, 2002.
- De una pluma de faisán. Poetas en mis poemas, Córdoba (España), 2004.
- Antología personal, México, 2004.
- Nuestro fuego, Lima, 2006.
- Cinco poemas griegos, La Habana, 2006.
- Lo que va dictando el fuego, Caracas, 2008.
- Conversa. Antoloxía 1951—1996, Vigo, 2009.
- Nosotros los sobrevivientes. Antología poética, Santiago de Chile, 2010.
- Vuelta de la antigua esperanza, La Habana, 2010.
- Una salva de porvenir. Nueva antología personal, Buenos Aires, 2012.
- Circonstances de la poésie, París, 2014.
- Historia antigua, La Habana, 2015.

### Эссе
- La poesía contemporánea en Cuba. 1927—1953, La Habana, 1954
- Idea de la estilística, La Habana, 1983
- Papelería, Universidad Central de Las Villas, 1962
- Ensayo de otro mundo, La Habana, 1967
- Introducción a Cuba. Historia, La Habana, 1968
- Calibán, México, 1971
- El son de vuelo popular, La Habana, 1972
- Lectura de Martí, México, 1972
- Para una teoría de la literatura hispanoamericana, La Habana, 1975
- Acerca de España. Contra la Leyenda Negra, Medellín, 1977
- Introducción a José Martí, La Habana, 1978
- Algunos problemas teóricos de la literatura hispanoamericana, Cuenca, 1981
- Para el perfil definitivo del hombre, La Habana, 1981
- Entrevisto, La Habana, 1982
- José Martí: semblanza biográfica y cronología mínima , La Habana, 1982
- Naturalidad y modernidad en la literatura martiana, Montevideo, 1986
- Algunos usos de civilización y barbarie, Buenos Aires, 1989
- Ante el Quinto Centenario, 1992
- José Martí. La encarnación de un pueblo, Buenos Aires, 1993
- Cuando un poeta muere, Matanzas, Cuba, 1994
- Nuestra América: cien años, y otros acercamientos a Martí, La Habana, 1995
- Cuba defendida, La Habana, 1996
- Recuerdo a, La Habana, 1998
- La poesía, reino autónomo, La Habana, 2000

## Награды
- Орден Искусств и литературы (1998).
- Государственная премия Кубы по литературе (1989)
- Национальная поэтическая премия за книгу «Patrias» (1951).
- Премия латиноамериканской поэзии им. Рубена Дарио.
- Международная поэтическая премия им. Николы Вапцарова (Болгария).
- Международная поэтическая премия им. Переса Бональде (Венесуэла).
- Премия литературной критики Aquí (1996).
- Премия Premio Juchimán de Plata (Мексика, 2004).
- Международная премия Фернандо Ортиса (2015)
- Международная премия ЮНЕСКО им. Хосе Марти (2019)
- Памятная медаль Лесама Лимы